# 深野和紙

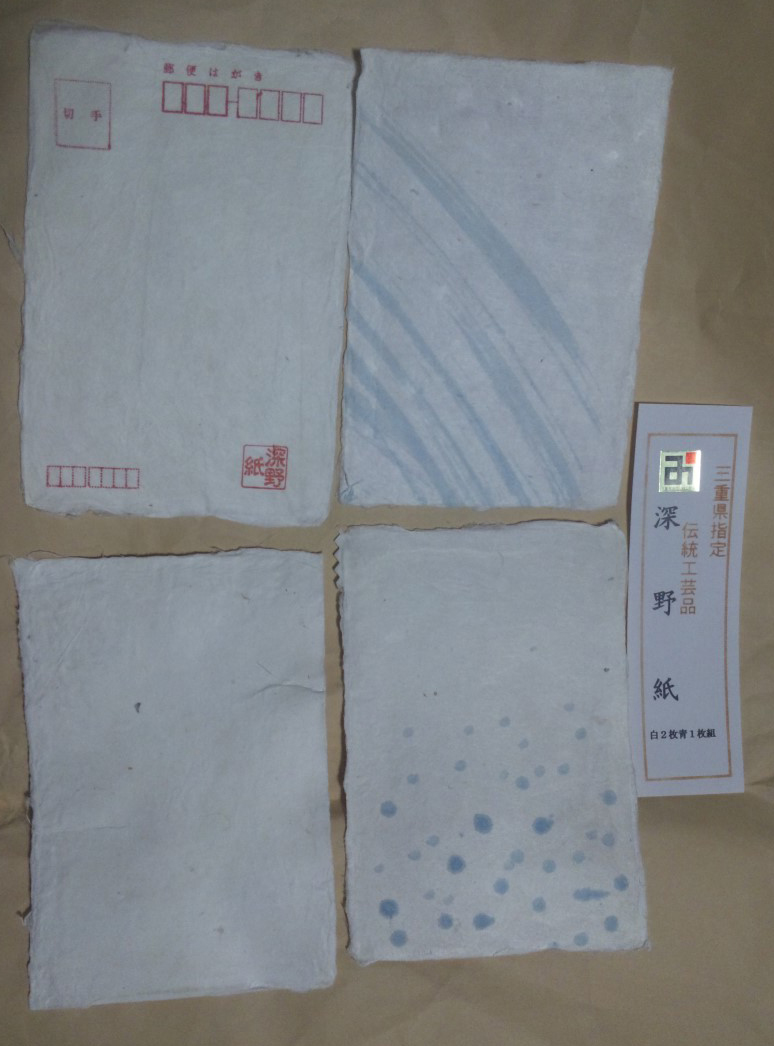
深野和紙を使用したはがき

深野和紙（ふかのわし）は、三重県松阪市飯南地区で生産される和紙。深野紙（ふかのがみ）とも呼ばれる。三重県指定伝統工芸品。

## 概要
深野和紙は、江戸時代には江戸や京・大坂にまで流通し、元禄年間には紀州藩により藩の幣料紙（銀札用紙）として採用された。1820年代から1830年代にかけては、深野村の9割の村民が紙漉きを生業としていた。また高品質で知られ、1871年（明治4年）に日本で最初の郵便切手が製造された際に切手用紙として用いられた。
しかし、障子紙需要の減少や他産地との競合により1969年（昭和44年）にすべての製紙業者が廃業し、産業としての深野和紙は消滅した。1987年（昭和62年）に野呂修三（現会長）を中心に深野和紙保存会が発足し、伝統技術の保存に取り組んでいる。
同じ三重県で生産される伊勢和紙とはルーツを異にする。

## 松阪市飯南和紙和牛センター

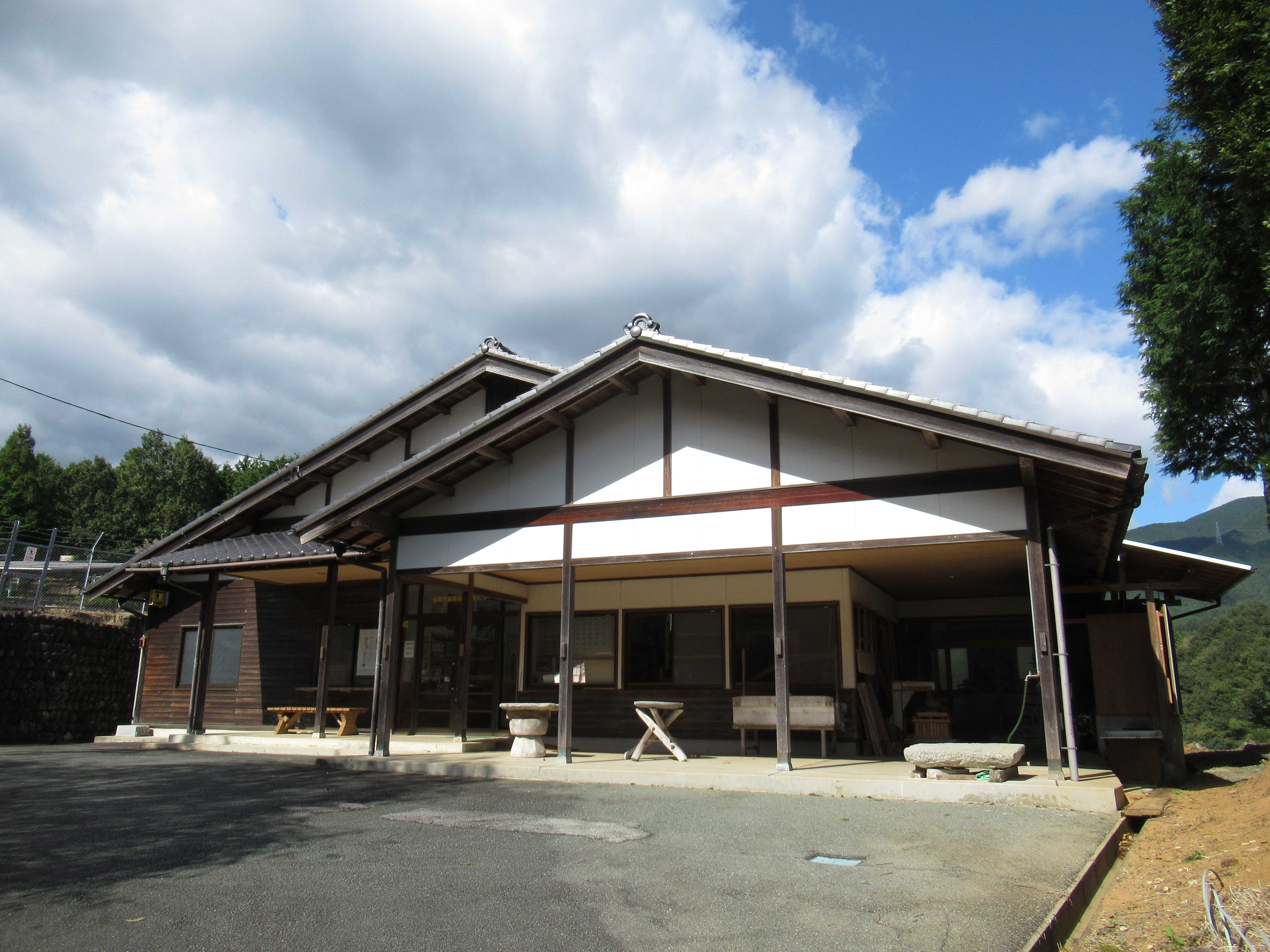
松阪市飯南和紙和牛センター

松阪市飯南町深野3232番地（北緯34度28分37.6秒 東経136度24分24.2秒 / 北緯34.477111度 東経136.406722度）には「松阪市飯南和紙和牛センター」があり、深野和紙と松阪牛に関する展示を行っている。1992年（平成4年）に開館した。冬季（12月 - 2月）には、予約制で紙漉き体験ができる。